# Geschäftshaus Johann Peters

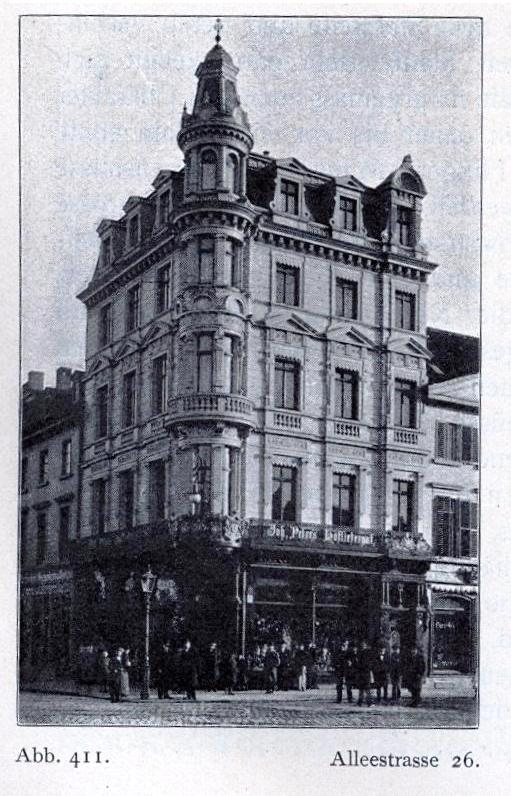
Photographie 1904

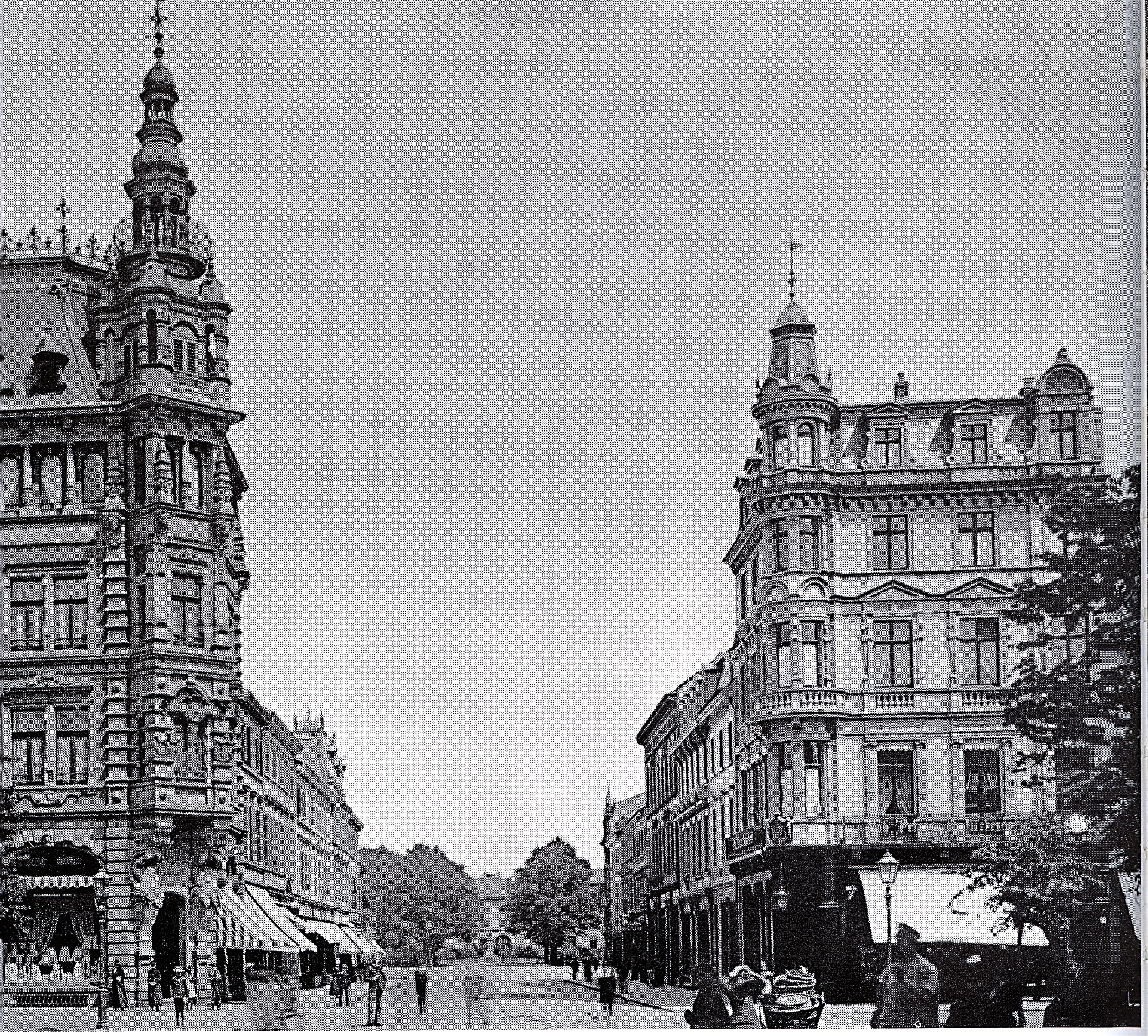
Düsseldorf, Blick in die Elberfelder Straße von der Alleestraße. Rechte Ecke befindet sich das Wohn- und Geschäftshaus Alleestraße 26, Ecke Elberfelder Straße, erbaut 1878, Architekten Bernhard Tüshaus & von Leo von Abbema, für Hoflieferant Johann Peters

Das Geschäftshaus Johann Peters befand sich an der Alleestraße 26 (heute: Heinrich-Heine-Allee), Ecke Elberfelder Straße in Düsseldorf. Das Geschäftshaus – ein Gebäude mit Verkaufsräumen im Erdgeschoss und Wohnräumen in den Obergeschossen – wurde von Bernhard Tüshaus & von Leo von Abbema für Johann Peters im Jahre 1873 erbaut. Heinrich Ferber beschreibt es als ein bemerkenswertes Gebäude: In dem „prachtvollen Hause No. 26 befindet sich das grosse Geschäft des Hoflieferanten Johann Peters in Alfenide-, Galanterie- und Luxuswaren“. Das Geschäft von Johann Peters wird in dem Düsseldorfer Adressbuch für die Jahre 1890 und 1900 erwähnt. Das prominente Eckgebäude wird auch von Rudi vom Endt erwähnt – wegen des „bizarren Ecktürmchen und [der] alten Fassaden“. In der Nachkriegszeit wurde eine Hochgarage des Kaufhofes an dieser Stelle erbaut. Das Eckgebäude erscheint oft als Postkartenmotiv.

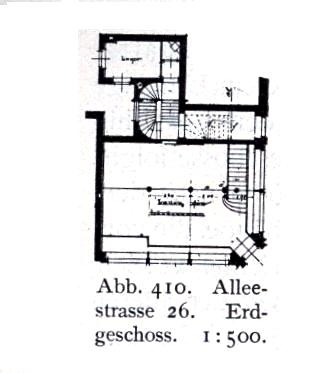
Grundriss
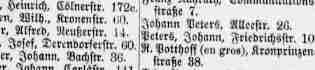
Johann Peters Alleestraße 26, Düsseldorfer Adressbuch 1890
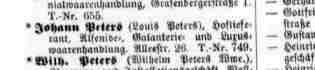
Johann Peters (Louis Peters), Hoflieferant, Alsenide-, Galanterie und Luxuswaarenhandlung, Alleestraße 26
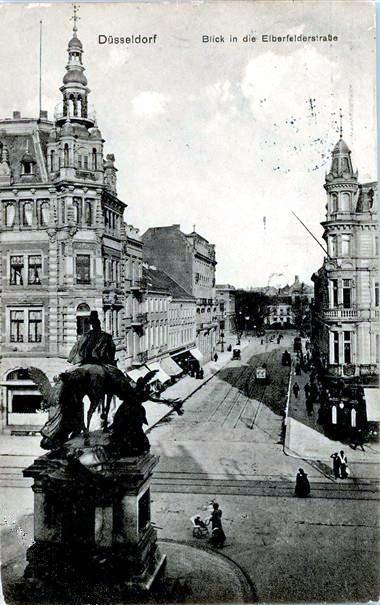
Postkarte
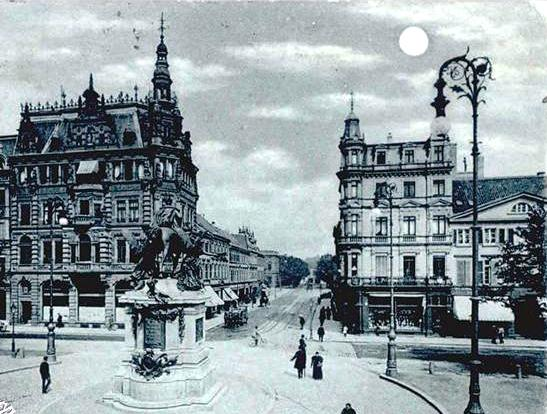
Postkarte
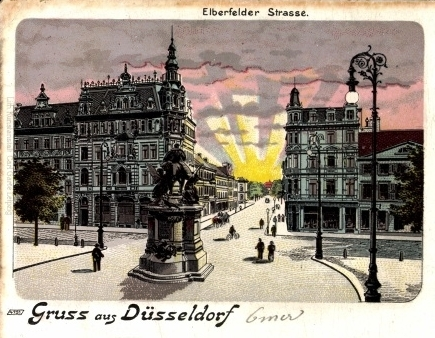
Postkarte
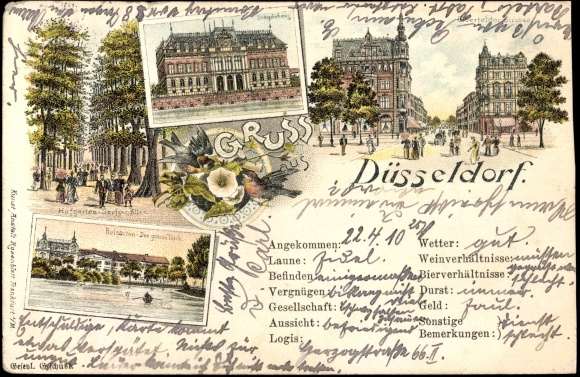
Postkarte
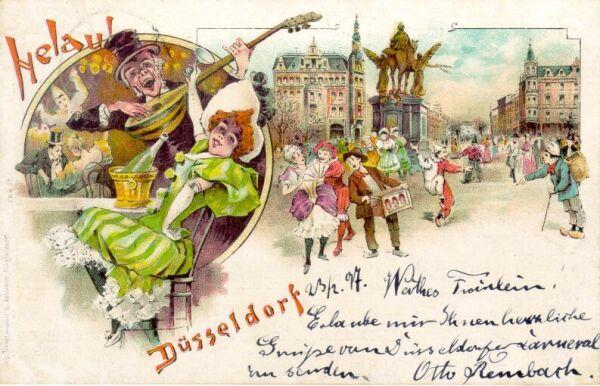
Postkarte 1897